# Fenestella albionensis
Fenestella albionensis är en mossdjursart som beskrevs av Spencer 1884. Fenestella albionensis ingår i släktet Fenestella och familjen Fenestellidae. Inga underarter finns listade i Catalogue of Life.